# Chris Cacavas
Chris Cacavas (Tucson, 5 mei 1961) is een Amerikaanse alternative-zanger en songwriter.

## Biografie
Chris Cacavas verhuisde in 1980 naar Los Angeles met Dan Stuart, waar hij de legendarische band Green on Red oprichtte. Na hun splitsing begon hij in 1988 met het opnemen van zijn debuutalbum Chris Cacavas and Junkyard Love, dat in 1989 werd uitgebracht. Na verschillende soloalbums verhuisde hij in 2002 naar Duitsland, waar hij in maart 2004 het album Self Taut opnam, dat werd uitgebracht door het Duitse label Blue Rose. Op een volgende tournee in 2004 werd de cd Live at the Laboratorium opgenomen, die in 2005 door Blue Rose werd uitgebracht. Als bonus bevatte het album een dvd met nog eens 8 nummers. Tijdens zijn muzikale periode werkte Chris Cacavas samen met tal van muzikanten zoals Steve Wynn, Calexico, Giant Sand, Jason Molina en nog veel meer. In 2005 trad hij op met de opnieuw geformeerde band Green on Red voor verschillende shows in onder meer Tucson en Londen. In 2008 nam hij zijn nieuwe album Love's Been Discontinued op, dat in september 2009 door Blue Rose werd uitgebracht. Chris Cacavas woont met zijn Duitse vrouw en zoon Dylan in Karlsbad bij Karlsruhe.

## Discografie

### Albums
- 1989: 1st Album (1989)
- 1992: Six String Soapbox (beperkt op 1000 cd's)
- 1992: Good Times
- 1994: Pale Blonde Hell
- 1994: Dwarf Star (beperkt op 2000 cd's – opnieuw uitgebracht in 1999)
- 1995: New Improved Pain
- 1997: Anonymous
- 2002: Kneel
- 2002: Bumbling Home from the Star
- 2004: Self Taut
- 2009: Love's Been Discontinued
- 2013: Love's Been Re-Discontinued
- 2014: Me and the Devil
- 2020: Burn The Maps
- 2022: Bumbling Home From The Star

### DVD
- 2005: Live at the Laboratorium

- Gemeinsame Normdatei: 134794737
- International Standard Name Identifier: 0000 0000 5553 4828
- Library of Congress Control Number: no98058134
- MusicBrainz: 80edbcb4-a8a8-4fd2-b6e5-ad6fe1921800
- Virtual International Authority File: 61160906
- WorldCat: E39PBJkxKKV9x6YvPhFhrPFR8C